# Ha*Ash
Ha*Ash egy amerikai pop zenei duó, amely az Amerikai Egyesült Államokban, a louisianai Lake Charlesban indult. Tagjai, Ashley Grace (Lake Charles, 1987. január 27.) és Hanna Nicole (Lake Charles, 1985. június  27.) nővérek.

## Tagok

### Jelenlegi tagok
- Ashley Grace Pérez Mosa - ének, billentyűsök, melodika, gitár.
- Hanna Nicole Pérez Mosa - ének, billentyűsök, gitár, harmonika.

## Diszkográfia

### Stúdióalbumok
- 2003: Ha*Ash
- 2005: Mundos Opuestos
- 2008: Habitación Doble
- 2011: A Tiempo
- 2017: 30 de febrero

### Középlemezek
- 2014: Primera Fila: Hecho Realidad (live)

### Kislemezek
- - 2003: Odio amarte
  - 2003: Estés en donde estés
  - 2004: Te quedaste
  - 2005: Amor a medias
  - 2005: Tu mirada en mi
  - 2006: Me entrego a ti
  - 2006: ¿Qué hago yo?
  - 2008: No te quiero nada
  - 2008: Lo que yo sé de ti
  - 2009: Tu y yo volvemos al amor
  - 2011: Impermeable
  - 2011: Te dejo en libertad
  - 2012: ¿De dónde sacas eso?
  - 2012: Todo no fue suficiente
  - 2014: Perdón, perdón
  - 2015: Lo aprendi de ti
  - 2015: Ex de verdad
  - 2015: No te quiero nada ft Axel
  - 2015: Dos copas de más
  - 2016: Sé que te vas
  - 2017: 100 años ft Prince Royce
  - 2018: No pasa nada
  - 2018: Eso no va a suceder
  - 2019: ¿Qué me faltó?